# Musée du rhum de Sainte-Marie
Pour les articles homonymes, voir Musée du rhum.
Le musée du rhum de Sainte Marie (Martinique - France), situé sur le site de la distillerie Saint James, retrace l'histoire du rhum de ses origines à nos jours.

## Description
Dans l'ancienne habitation (plantation) du propriétaire de l'époque, le musée propose la visite de la distillerie Saint-James pour expliquer le processus d'élaboration, de fabrication et de vieillissement du rhum. Ce parcours est accompagné de nombreuses gravures montrant le travail des esclaves dans les champs de canne à sucre ou dans la fabrication du rhum. 
Le musée permet de voir également :
- un moulin à bêtes

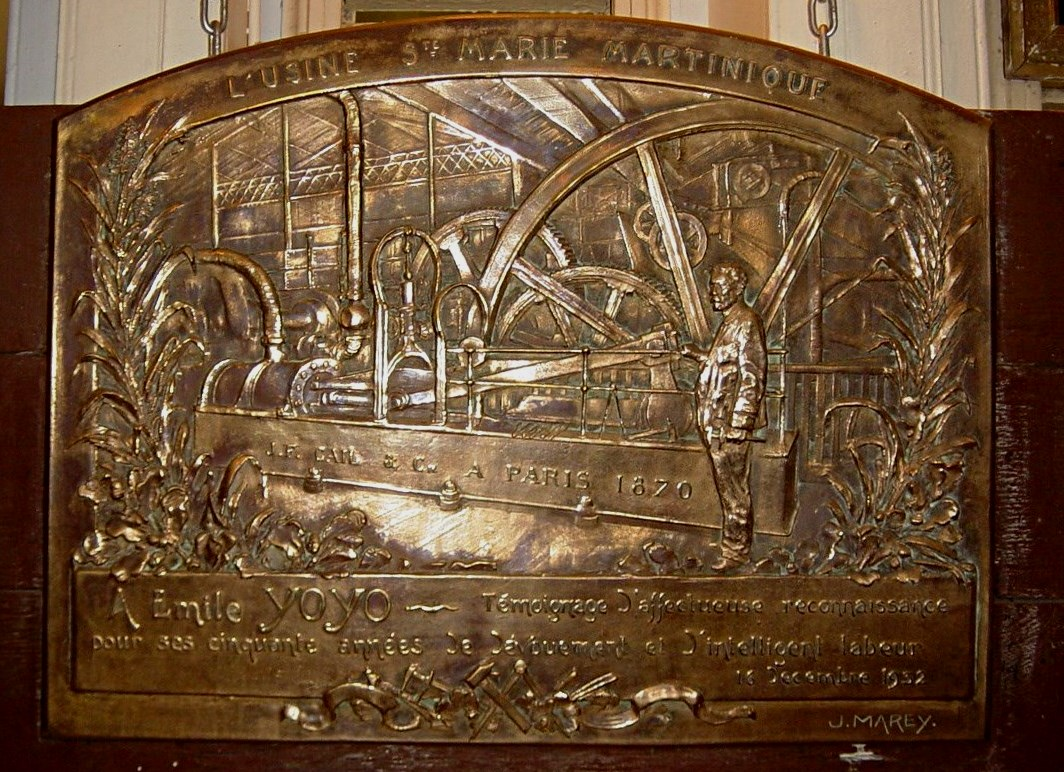
Plaque commémorative en l'honneur d'Émile Yoyo.

- sa machine à vapeur du XIXe siècle utilisant la bagasse comme combustible
- ses colonnes de distillation[1].

À l'extérieur de la distillerie sont également exposés :
- Des anciens engins agricoles servant à l'exploitation de la canne.
- Des machines à vapeur fixes provenant de l'usine.
- Des moulins à canne.
- Une ancienne locomotive à vapeur Corpet-Louvet de 1925 ayant circulé sur le réseau ferré sucrier de la distillerie.

Au départ du musée, un train touristique, le "Train des Plantations", relie le musée du Rhum de la distillerie Saint-James au musée de la Banane distant de 2,8 km, en reprenant l'ancienne ligne de chemin de fer de la distillerie qui était utilisée pour l'exploitation des champs de canne à sucre du domaine.

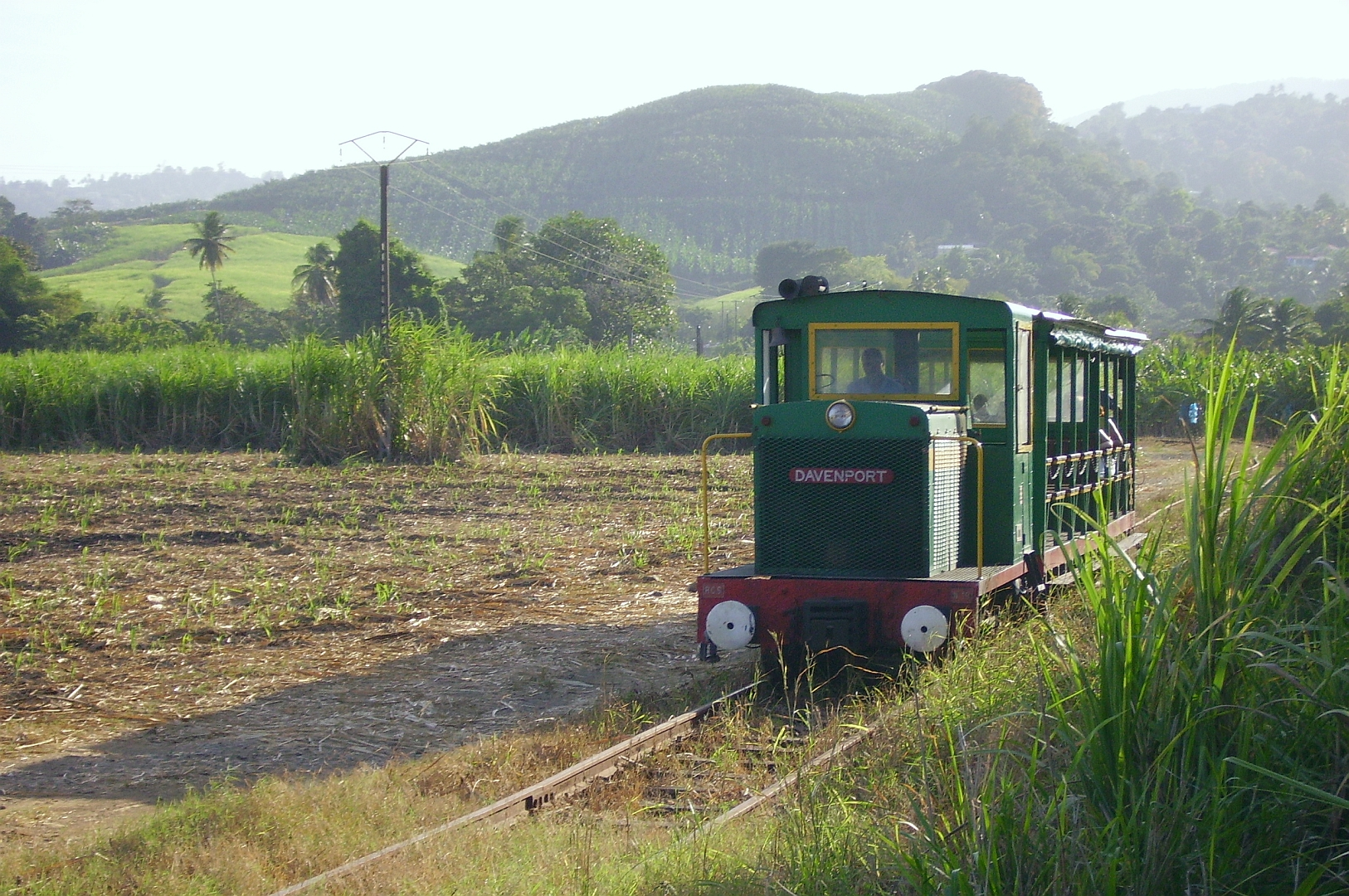
Le "Train des plantations" .

Sur le domaine est encore produit le rhum Saint-James.